# Đường conic

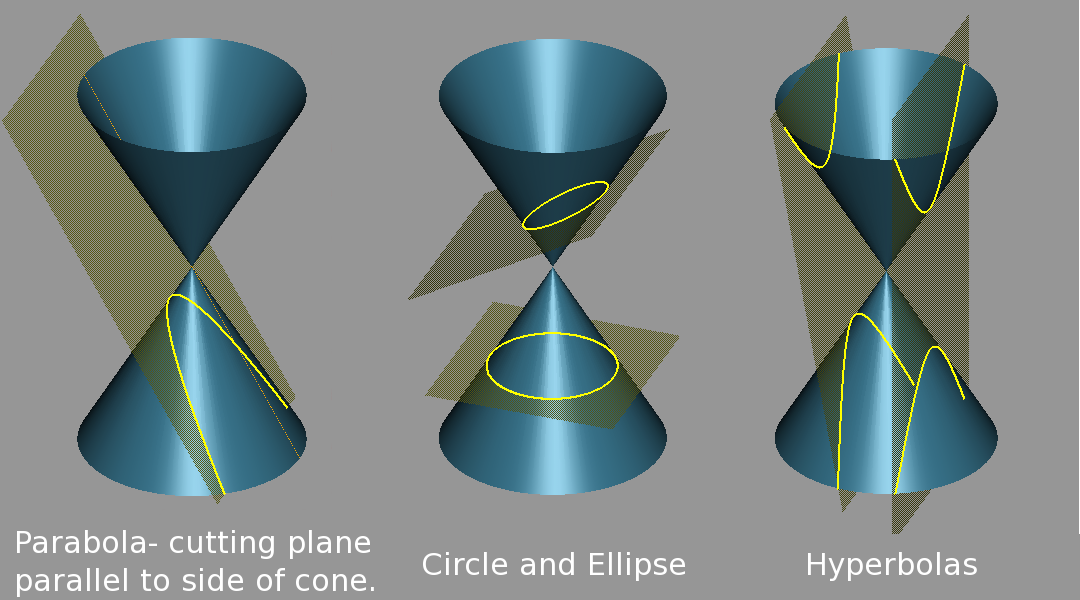
Các loại đường conic:
- Parabol
- Elíp và đường tròn
- Hyperbol

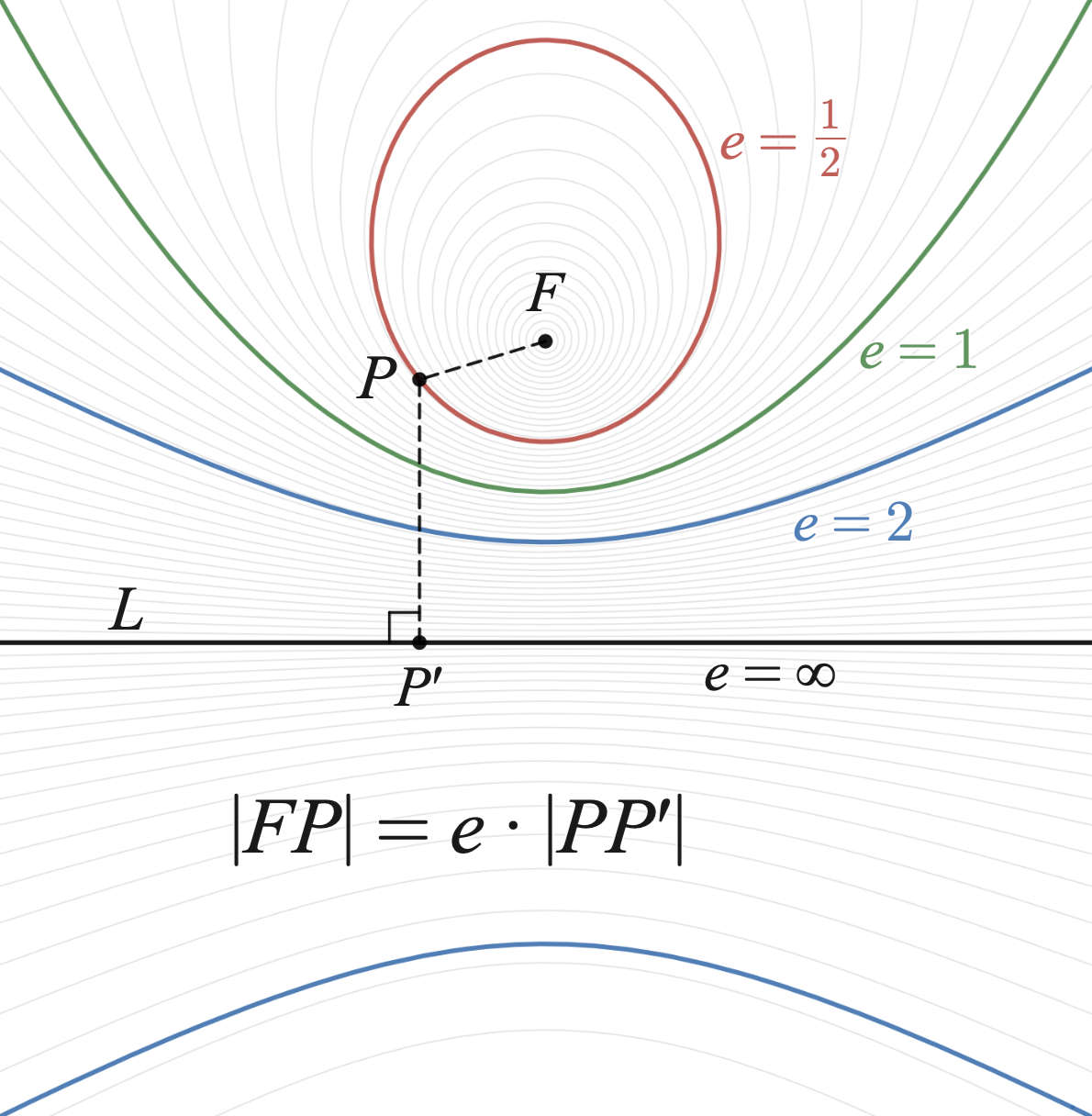
Ellipse (e=1/2), parabol (e=1) và hyperbol (e=2) với tiêu điểm F và đường chuẩn.

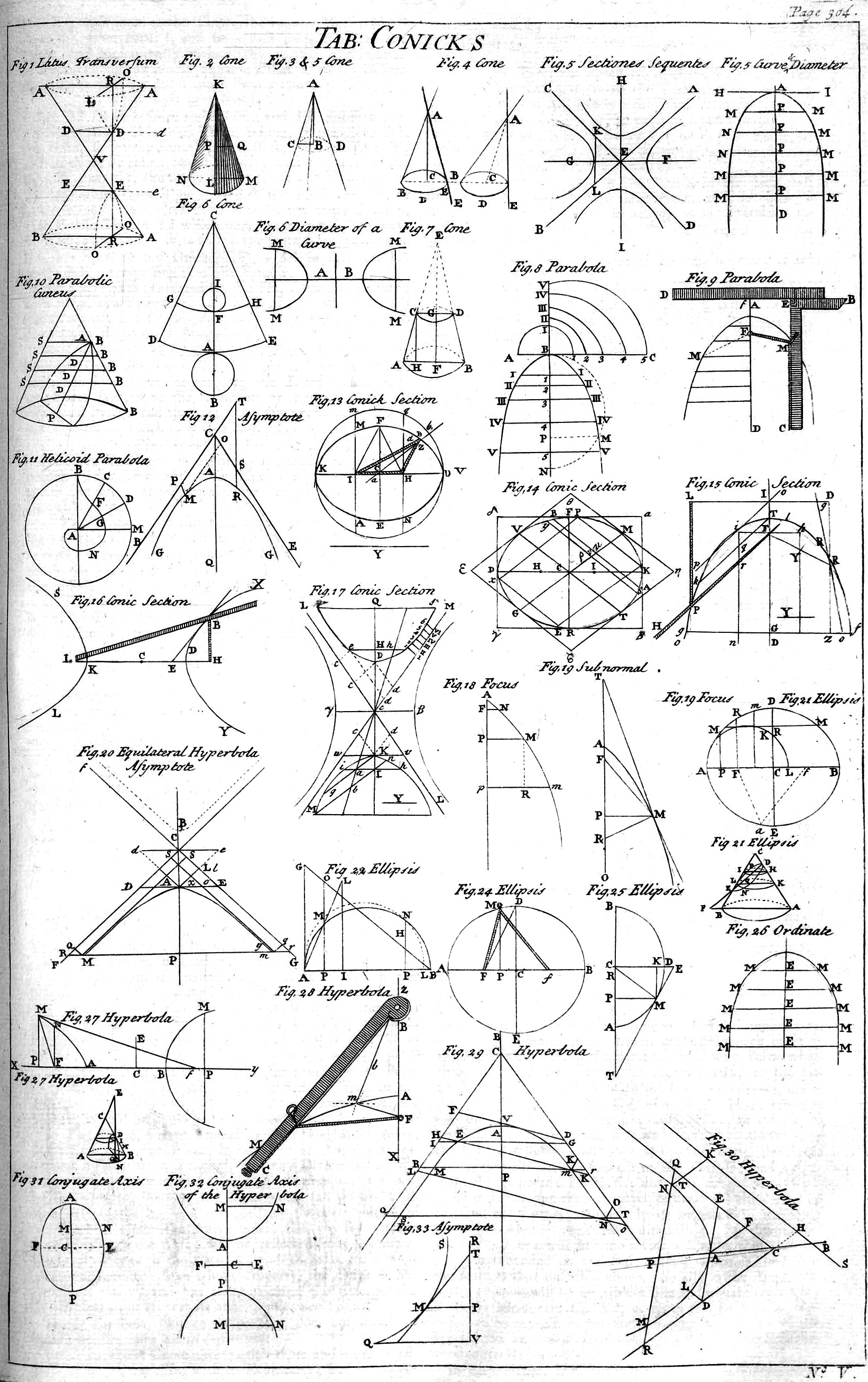
Bảng conic, Cyclopaedia, 1728

Trong toán học, một đường conic (hoặc gọi tắt là conic) là một đường cong bậc hai tạo nên bằng cách cắt một mặt nón tròn xoay bằng một mặt phẳng. Đường conic được nhắc đến và nghiên cứu 200 năm TCN, khi Apollonius của Pergaeus tiến hành một nghiên cứu có hệ thống về tính chất của các đường cô-níc.

## Các định nghĩa
Đường cô-nic có thể được định nghĩa theo hai cách:
- Đường cô-nic là quỹ tích của các điểm mà tỉ lệ khoảng cách từ nó tới điểm cố định F chia cho khoảng cách từ nó tới đường cố định L thì bằng giá trị thực e.
  - Đối với 0 < e < 1 ta được hình Ellipse (nằm trên mặt phẳng vuông góc với đường L)
  - Đối với e = 1 là một parabol (nằm trên mặt phẳng chứa điểm F và đường L)
  - Đối với e > 1 là một hình hyperbol.

Ta có điểm cố định F được gọi là tiêu điểm, đường thẳng cố định L được gọi là đường chuẩn và giá trị thực e được gọi là tâm sai.
- Đường cô-níc là đường giao giữa mặt nón tròn xoay và một mặt phẳng. Khi giao của hình nón và mặt phẳng là một đường cong kín, tức mặt phẳng giao với toàn bộ các đường sinh, không song song với đường sinh nào thì có tiết diện là một đường ellipse. Nếu mặt phẳng song song một đường sinh của mặt nón, đường cô-níc sẽ trở thành một parabol. Cuối cùng, trường hợp mặt phẳng giao với hai mặt nón có chung đỉnh (đồng thời cũng cắt hai đáy của hai hình nón này), tạo thành hai đường cong riêng biệt gọi là hyperbol.

Tên gọi đường cô-nic xuất phát từ việc cắt mặt nón tròn xoay này, với tên tiếng Anh của mặt nón là cone

## Các đường Cô-níc

### Dạng suy biến
Theo định nghĩa thứ nhất, ta có rất nhiều dạng suy biến của hình cô-nic, trong đó có trường hợp mặt phẳng đi qua đỉnh của hình chóp. Phần giao trong trường hợp đó có thể là một đường thẳng (khi mặt phẳng tiếp xúc với hình nón); một điểm (khi góc tạo bởi mặt phẳng với trục của hình nón lớn hơn góc tạo bởi mặt phẳng tiếp xúc với trục của hình nón) hoặc một cặp đường thẳng cắt nhau (khi góc đó nhỏ hơn).

### Các điểm đặc biệt của Ellipse và Hyperbol

#### Hai bộ tiêu điểm và đường chuẩn
Đối với hình ellipse và hình hyperbol, thì có hai bộ tiêu điểm-đường chuẩn và chúng tạo nên một hình ellipse hoặc một hình hyperbol hoàn chỉnh, đồng thời chúng tạo ra tâm của hình (trung điểm của đoạn thẳng nối hai tiêu điểm). Theo đó, hình ellipse và hình hyperbol còn có thể định nghĩa theo một cách khác mà đường parabol không thể định nghĩa theo được. 
- Hình Ellipse là quỹ tích của các điểm M mà MF1+MF2=2a (hằng số), trong đó F1 và F2 là tiêu điểm.
- Hình hyperbol là quỹ tích của các điểm M mà |MF1-MF2|=2a (hằng số), trong đó F1 và F2 là tiêu điểm.

Theo hai định nghĩa này thì parabol có thể được coi là dạng suy biến của hình ellipse khi tiêu điểm còn lại bị kéo dài ra xa đến vô tận. Cũng theo định nghĩa này thì hình tròn được coi là dạng suy biến khi hai tiêu điểm của ellipse hợp lại thành một.

#### Trục thực (trục lớn) và trục ảo (trục bé)

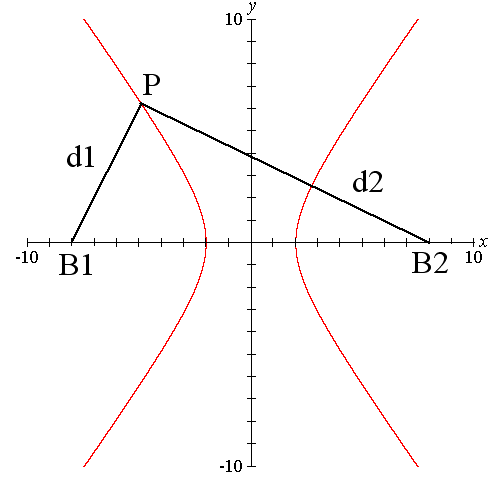
Trục thực và trục ảo

Ở hình ellipse và hình hyperbol còn có thêm hai trục đối xứng mà ở parabol chỉ có một:
- Ở hình ellipse được gọi là trục lớn và trục bé. Trục lớn là trục đi qua hai tiêu điểm và tâm, trục bé là trục vuông góc với trục lớn tại tâm.
- Còn ở hình hyperbol tương ứng được gọi là trục thực và trục ảo. Trục thực là trục đi qua hai tiêu điểm, hai đỉnh của hai nhánh, tâm. Trục ảo là trục vuông góc với trục thực ở tâm của hyperbol.

Qui ước: Độ dài trục lớn (trục thực) bằng giá trị không đổi 2a. Độ dài trục ảo (trục bé) bằng giá trị không đổi 2b.
Trong đó, {\displaystyle c^{2}=a^{2}-b^{2}} đối với ellipse và {\displaystyle c^{2}=a^{2}+b^{2}} đối với hyperbol (F1F2=2c và được gọi là tiêu cự).

#### Hình chữ nhật cơ sở
- Ở hình hyperbol, hình chữ nhật cơ sở là hình chữ nhật có bốn đỉnh nằm trên hai đường tiệm cận. Trong bốn cạnh của hình chữ nhật, có hai cạnh là hai đường tiếp tuyến tiếp xúc với hai nhánh của hình hyperbol ở đỉnh của chúng, và tương ứng hai đỉnh này của hyperbol là hai trung điểm của hai cạnh. Hai cạnh đó song song với trục ảo và bằng trục ảo. Hai cạnh còn lại song song với trục thực và có độ dài bằng trục thực.
- Ở hình ellipse, hình chữ nhật cơ sở là hình ngoại tiếp ellipse. Giống như hình hyperbol: Trong bốn cạnh của hình chữ nhật, có hai cạnh là hai đường tiếp tuyến tiếp xúc với hình ellipse tại hai đỉnh (các giao điểm của trục lớn với hình ellipse), và tương ứng hai đỉnh này của ellipse cũng là hai trung điểm của hai cạnh. Hai cạnh đó song song với trục ảo và bằng trục ảo. Hai cạnh còn lại song song với trục thực và có độ dài bằng trục thực.

## Trục tọa độ Descartes
Trong hệ tọa độ Descartes, hình của phương trình bậc hai hai ẩn luôn luôn là một đường conic, và tất cả các đường cô-níc đều có thể biểu diễn được dưới dạng này. Phương trình này có dạng
{\displaystyle Ax^{2}+Bxy+Cy^{2}+Dx+Ey+F=0\;} với {\displaystyle A\ }, {\displaystyle B\ }, {\displaystyle C\ } không đồng thời bằng 0.
Ta có:
- Nếu {\displaystyle B^{2}-4AC<0\ }, phương trình cho ta một hình ellipse (trừ phi đường cô-nic bị suy biến, ví dụ như {\displaystyle x^{2}+y^{2}+10=0\ });
  - Đồng thời nếu {\displaystyle A=C\ } và {\displaystyle B=0\ }, phương trình cho ta hình tròn;
- Nếu {\displaystyle B^{2}-4AC=0\ }, phương trình cho một hình parabol;
- Nếu {\displaystyle B^{2}-4AC>0\ }, phương trình cho ta một hình hyperbol;
  - Đồng thời nếu {\displaystyle A+C=0\ }, phương trình cho ta một hình theo tên tiếng Anh là rectangular hyperbola.

Chú ý rằng A và B chỉ là các hệ số của đa thức, không phải là nửa độ dài của trục thực hay trục ảo.
Qua hệ trục tọa độ, các phương trình có thể được viết dưới dạng đơn giản:
- Đường tròn: {\displaystyle x^{2}+y^{2}=r^{2}\,}
- Ellipse: {\displaystyle {x^{2} \over a^{2}}+{y^{2} \over b^{2}}=1\ }, {\displaystyle {x^{2} \over b^{2}}+{y^{2} \over a^{2}}=1\ }
- Parabol: {\displaystyle y^{2}=4ax\,\ }, {\displaystyle x^{2}=4ay\,\ }
- Hyperbol: {\displaystyle {x^{2} \over a^{2}}-{y^{2} \over b^{2}}=1\ }, {\displaystyle {x^{2} \over b^{2}}-{y^{2} \over a^{2}}=1\ }
- Hyperbol chữ nhật (hyperbol với hai đường tiệm cận vuông góc): {\displaystyle xy=c^{2}\ }

Dạng đơn giản của các đường được viết dưới dạng phương trình tham số, 
- Đường tròn: {\displaystyle (a\cos \theta ,a\sin \theta )\,},
- Ellipse: {\displaystyle (a\cos \theta ,b\sin \theta )\,},
- Parabol: {\displaystyle (at^{2},2at)\,},
- Hyperbol: {\displaystyle (a\sec \theta ,b\tan \theta )\,} hoặc {\displaystyle (\pm a\cosh u,b\sinh u)\,}.
- Hyperbol chữ nhật: {\displaystyle (ct,{c \over t})\,}

## Hệ tọa độ đồng nhất
Trong hệ tọa độ đồng nhất, một đường cô-nic có thể được biểu diễn dưới dạng:
{\displaystyle A_{1}x^{2}+A_{2}y^{2}+A_{3}z^{2}+2B_{1}xy+2B_{2}xz+2B_{3}yz=0.}
Hay dưới dạng ký hiệu ma trận
{\displaystyle {\begin{bmatrix}x&y&z\end{bmatrix}}.{\begin{bmatrix}A_{1}&B_{1}&B_{2}\\B_{1}&A_{2}&B_{3}\\B_{2}&B_{3}&A_{3}\end{bmatrix}}.{\begin{bmatrix}x\\y\\z\end{bmatrix}}=0.}
Ma trận {\displaystyle M={\begin{bmatrix}A_{1}&B_{1}&B_{2}\\B_{1}&A_{2}&B_{3}\\B_{2}&B_{3}&A_{3}\end{bmatrix}}} được gọi là ma trận đường cô-nic.
{\displaystyle \Delta =\det(M)=\det \left({\begin{bmatrix}A_{1}&B_{1}&B_{2}\\B_{1}&A_{2}&B_{3}\\B_{2}&B_{3}&A_{3}\end{bmatrix}}\right)} được gọi là định thức của đường cô-nic. Nếu Δ = 0 thì đường cô-nic suy biến, đường cô-nic trong thực tế chỉ còn là một cặp đường thẳng đồng nhất. Một đường cô-nic tự cắt chính nó luôn luôn là một dạng suy biến, mặc dù vậy không phải tất cả các dạng đường cô-nic suy biến đều tự cắt chính nó, nếu không cắt chính mình, chúng có dạng những đường thẳng.
Ví dụ như, đường cô-nic {\displaystyle {\begin{bmatrix}x&y&z\end{bmatrix}}.{\begin{bmatrix}1&0&0\\0&-1&0\\0&0&0\end{bmatrix}}.{\begin{bmatrix}x\\y\\z\end{bmatrix}}=0} suy biến thành dạng cặp đường thẳng đồng nhất:
{\displaystyle \{x^{2}-y^{2}=0\}=\{(x+y)(x-y)=0\}=\{x+y=0\}\cup \{x-y=0\}}.
Tương tự như vậy, một đường cô-nic đôi khi suy biến thành một đường thẳng đơn:
{\displaystyle \{x^{2}+2xy+y^{2}=0\}=\{(x+y)^{2}=0\}=\{x+y=0\}\cup \{x+y=0\}=\{x+y=0\}}.
{\displaystyle \delta =\det \left({\begin{bmatrix}A_{1}&B_{1}\\B_{1}&A_{2}\end{bmatrix}}\right)} được gọi là biệt thức của đường cô-nic. Nếu δ = 0 thì đường cô-nic là một parabol, nếu δ<0, nó là một hyperbol và nếu δ>0, nó là một hình ellipse. Một đường cô-nic là một đường tròn nếu δ>0 và A1 = A2, Là rectangular hyperbola nếu δ<0 và A1 = -A2. Nó có thể được chứng minh trong mặt phẳng phản xạ CP2 thường thì hai đường cô-nic có bốn giao điểm, nên không bao giờ vượt quá bốn giao điểm (các trường hợp có thể: bốn giao điểm phân biệt, hai giao điểm đơn và một giao điểm kép, 2 giao điểm kép, 1 giao điểm đơn và một giao điểm ba, 1 giao điểm 4). Nếu tồn tại tối thiểu một giao điểm với số điểm trùng lại > 1, hai đường cô-nic được gọi là tiếp xúc nhau. Nếu chỉ có một điểm, do bốn điểm trùng làm một, hai đường cô-nic được gọi là mật tiếp.
Xa hơn nữa mỗi đường thẳng gặp mỗi đường cô-nic hai lần. Nếu giao điểm là một điểm kép, đường thẳng đó được gọi là tiếp tuyến của đương cô-nic.
Bởi vì mỗi đường thẳng cắt một đường cô-nic hai lần, mỗi đường cô-nic có hai điểm vô cực (giao điểm với hai đường thẳng vô cực). Nếu những điểm đó là thật, thì đương cô-níc phải là một hyperbol, nếu chung là sự liên kết ảo, đường cô-nic phải là một hình ellipse, nếu đường cô-nic có một điểm kép vô cực, nó là parabol. Nếu những điểm vô cực là (1,i,0) và (1,-i,0), đường cô-nic là đường tròn. Nếu một đường cô-nic có một điểm thực vô cực hay hai điểm ảo không tạo ra sự liên kết, thì nó không phải là ellipse, hay parabol, hay hyperbol.

## Hệ tọa độ cực
Trong hệ tọa độ cực, một đường cô-nic với một tiêu điểm là gốc tọa độ và tiêu điểm còn lại nằm trên trục x, được xác định bởi công thức
{\displaystyle r={l \over {1+e\cos \theta }}},
trong đó e là tâm sai và l bằng nửa độ dài cung đi qua một tiêu điểm và song song với đường chuẩn (xem phía dưới).
Như trên, đối với e = 0, ta có một đường tròn, với 0 < e < 1 ta thu được một hình ellipse, với e = 1 một parabol, và với e > 1 một hyperbol.

## Các thông số
Các thông số thay đổi của các đường cô-nic được tổng hợp trong bảng sau.
| đường cô-nic | công thức | tâm sai (e)                                      | Nửa tiêu cự (c)                       | nửa dây cung đi qua tiêu điểm song song với đường chuẩn (l) | khoảng cách từ tiêu điểm đến đường chuẩn (p)(p=l/e)  |
| ------------ | --- | ------------------------------------------------ | ------------------------------------- | ----------------------------------------------------------- | ---------------------------------------------------- |
| Đường tròn   | {\displaystyle x^{2}+y^{2}=r^{2}\,}                                                                                              | {\displaystyle 0}                                | {\displaystyle 0}                     | {\displaystyle r\,}                                         | {\displaystyle \infty }                              |
| ellipse      | {\displaystyle {\frac {x^{2}}{a^{2}}}+{\frac {y^{2}}{b^{2}}}=1}, {\displaystyle {\frac {x^{2}}{b^{2}}}+{\frac {y^{2}}{a^{2}}}=1} | {\displaystyle {\frac {\sqrt {a^{2}-b^{2}}}{a}}} | {\displaystyle {\sqrt {a^{2}-b^{2}}}} | {\displaystyle {\frac {b^{2}}{a}}}                          | {\displaystyle {\frac {b^{2}}{\sqrt {a^{2}-b^{2}}}}} |
| parabol      | {\displaystyle y^{2}=4ax\,}, {\displaystyle x^{2}=4ay\,}                                                                         | {\displaystyle 1}                                | {\displaystyle a}                     | {\displaystyle 2a\,}                                        | {\displaystyle 2a}                                   |
| hyperbol     | {\displaystyle {\frac {x^{2}}{a^{2}}}-{\frac {y^{2}}{b^{2}}}=1}, {\displaystyle {\frac {x^{2}}{b^{2}}}-{\frac {y^{2}}{a^{2}}}=1} | {\displaystyle {\frac {\sqrt {a^{2}+b^{2}}}{a}}} | {\displaystyle {\sqrt {a^{2}+b^{2}}}} | {\displaystyle {\frac {b^{2}}{a}}}                          | {\displaystyle {\frac {b^{2}}{\sqrt {a^{2}+b^{2}}}}} |

## Tính chất
Các đường cô-nic luôn luôn có tính chất "trơn". Chính xác hơn, chúng không chứa bất kì điểm nào làm thay đổi độ cong. Điều này rất quan trọng cho rất nhiều ứng dụng của đường cô-nic, ví dụ như dạng khí động lực học, trong đó độ trơn của bề mặt góp phần ngăn cản sự chuyển động không đều của không khí hoặc nước.

## Những ứng dụng
Đường cô-níc rất quan trọng trong thiên văn học: quỹ đạo của hai vật thể tương tác với nhau được ghi lại trong định luật vạn vật hấp dẫn Newton là những đường cô-nic nếu trọng tâm của chúng trong trạng thái tự do. Nếu chúng cùng di chuyển về một hướng, chúng sẽ để lại dấu vết hình ellipse; nếu chúng di chuyển tách biệt, chúng sẽ di chuyển theo hình parabol hay hyperbol. 
Trong hình học xạ ảnh, đường cô-nic trong mặt phẳng phản xạ tương đương với các đường khác trong các phép biến đổi trong hình học xạ ảnh.
Đối với các ứng dụng đặc biệt của mỗi đường cô-nic, xem các bài viết đường tròn, ellipse, parabol, và hyperbol.